# Эффектор (биология)
В молекулярной биологии и биохимии под термином эффектор, или эффекторная молекула обычно понимают малую небелковую молекулу, которая селективно связывается с теми или иными белками и регулирует их биологическую активность. В этом смысле эффекторные молекулы работают как специфические лиганды, которые могут повышать или снижать активность ферментов, транскрипцию и экспрессию генов, или внутриклеточный либо межклеточный процесс передачи сигнала. Эффекторные молекулы также могут непосредственно регулировать активность некоторых молекул мРНК (быть так называемыми «рибопереключателями»).
В некоторых случаях в качестве эффекторных молекул могут выступать и достаточно крупные молекулы белков (так называемые эффекторные белки, которые тоже могут называть просто эффекторами), особенно во внутриклеточных сигнальных каскадах.
Термин эффектор также используется и в других областях биологии и физиологии. Так, в физиологии эффекторным органом часто называют исполнительный орган или орган-мишень воздействия, выполняющий те или иные «приказы» ЦНС или эндокринных желёз. Например, в случае рефлекторного отдёргивания руки от горячей плиты эффекторным органом является рука. В случае выброса в кровь АКТГ эффекторным органом является кора надпочечников. А в случае вызванного стрессом увеличения концентрации адреналина в плазме крови и увеличения потока импульсов симпатической стимуляции из ЦНС эффекторными органами выступают все органы, имеющие симпатическую иннервацию или обладающие адренорецепторами (сердце, бронхи, мышцы и др.). Эффекторным концом (или эффекторным терминалом, эффекторным синапсом) называют дистальный конец аксона, с помощью которого нейрон непосредственно контактирует с органом или тканью, которые он стимулирует или ингибирует.
В иммунологии эффекторными клетками, в отличие от регуляторных клеток, называют клетки, непосредственно выполняющие задачи иммунитета, такие как обнаружение, распознавание и уничтожение злокачественных клеток, бактерий, грибков и других патогенов.

## Примеры эффекторных молекул
1. Первичные эффекторы — это эффекторные белки, являющиеся инициаторами соответствующих сигнальных каскадов. Например, в аденилатциклазном сигнальном пути первичным эффектором является аденилатциклаза, в фосфолипазном — фосфолипаза C. Первичные эффекторы вызывают образование вторичных посредников, а те, в свою очередь, активируют вторичные эффекторные белки.
2. Вторичные эффекторы — это эффекторные белки, являющиеся мишенями для воздействия вторичных посредников. Например, в аденилатциклазном пути основной вторичный эффектор — это протеинкиназа A, а в фосфолипазном — протеинкиназа C.
3. Третичные эффекторы — это эффекторные белки, являющиеся мишенями для воздействия вторичных эффекторов (нередко более одной мишени). Аналогично выделяют и далее четвертичные эффекторы и эффекторы N-го порядка, где N — уровень в каскаде передачи внутриклеточного сигнала.
4. Аллостерические эффекторы — это эффекторные молекулы, которые могут связываться с регуляторными белками, вовлечёнными в транскрипцию РНК, с тем, чтобы изменить их активность[1]. В частности, благодаря аллостерической активации активаторные белки становятся активными и могут связываться с ДНК и облегчать инициацию работы РНК-полимеразы, а репрессорные белки становятся неактивными и не могут связываться с ДНК и помешать работе РНК-полимеразы. Как следствие, РНК-полимераза может связываться с ДНК и начать процесс трансляции. Аллостерическое ингибирование — обратный процесс.
5. Бактериальные эффекторы — это эффекторные белковые молекулы, которые выделяются бактериями во внешнюю среду и воздействуют на жизнедеятельность клеток организма хозяина, или даже непосредственно впрыскиваются (инъецируются) бактериями (обычно патогенными) в клетки организма хозяина. Процесс инъекции (впрыскивания) опосредуется специализированной секреторной системой бактерий, например, в частности, секреторной системой III-го типа[2].
6. Грибковые эффекторы — это эффекторные белковые молекулы, которые секретируются патогенными грибками во внешнюю среду или непосредственно в клетки организма хозяина с целью ослабить иммунитет хозяина, облегчить инвазию и колонизацию[3].

Патогенные для растений грибки используют две различные системы секреции эффекторных белковых молекул причем каждый секреторный путь специфичен для того или иного семейства эффекторных молекул:
1. апопластические эффекторы: белки, которые остаются в пределах апопласта; они транслоцируются и накапливаются в особом компартменте, надёжно укрывающем растущий гиф гриба от внешней среды и называемом «внешняя инвазивная мембрана гриба»;
2. цитоплазматические эффекторы: белки, которые способны входить в цитоплазму клеток растения. Первоначально они накапливаются в сложной структуре, возникающей как интерфейс на стыке растения и гриба и называемой «биотрофический интерфейсный комплекс». Затем они транслоцируются из внешней инвазивной мембраны гриба внутрь клеток растения. Было показано, что цитоплазматические эффекторы могут преодолевать расстояние нескольких слоёв клеток растения. Предполагается, что таким образом они подготавливают эти слои клеток к дальнейшей инвазии гриба (расширению занимаемого грибом пространства).

## Типы эффекторов
- Активаторы
- Ингибиторы